# Reliabilizm
Reliabilizm — teoria Alvina Goldmana (1967) mówiąca o tym, że nasze przekonanie o czymś jest uzasadnione wtedy i tylko wtedy, gdy powstało w wyniku rzetelnego (ang. reliable) procesu poznawczego. Proces poznawczy jest rzetelny wtedy i tylko wtedy, gdy prowadzi znacznie częściej do mniemań prawdziwych niż fałszywych.